# Moorstown Castle
Moorstown Castle (irisch Caisleán Bhaile na Móna) ist die Ruine eines Tower House in der Gemarkung Currenstown, etwa 9,5 Kilometer westlich von Clonmel im irischen County Tipperary.

## Beschreibung
Das Tower House besteht aus einem runden Donjon und einer Einfriedung durch eine Hofmauer. Dies ist untypisch für Irland, da dort die meisten Tower Houses einen quadratischen oder rechteckigen Grundriss haben.

## Geschichte
James Keating, ein Alliierter des Duke of Ormonde ließ Moorstown Castle Ende des 15. Jahrhunderts errichten. Die Burg und ihre Ländereien fielen 1635 an Robert Cox und dann durch Heirat an die Familie Greene. 1855 kaufte Richard Grubb das Anwesen durch den Landed Estates Court. Auch heute noch ist es in privater Hand.
Man denkt, dass der katholische Priester, Dichter und Geschichtswissenschaftler Seathrún Céitinn (Geoffrey Keating) familiäre Verbindungen zu dieser Burg hatte. Es gibt Hinweise dafür, dass er der dritte Sohn von James FitzEdmund Keating von Moorstown Castle war und möglicherweise auf Moorstown Castle geboren wurde.
Moorstown Castle war einer der Drehorte von Stanley Kubricks Monumentalfilm Barry Lyndon aus dem Jahr 1975.